# Gouvernement Chivite I
Pour les articles homonymes, voir gouvernement Chivite.
Communauté forale de Navarre
Barkos Chivite II
Le gouvernement Chivite I est le gouvernement de la communauté autonome espagnole de Navarre entre le 7 août 2019 et le 18 août 2023, sous la Xe législature du Parlement.
Il est dirigé par la socialiste María Chivite, arrivée deuxième aux élections de 2019. Il repose sur une coalition entre le Parti socialiste, l'alliance Geroa Bai, et Podemos. Il succède au gouvernement de la nationaliste de gauche Uxue Barkos, également composé de plusieurs forces politiques et cède le pouvoir au gouvernement Chivite II.

## Historique
Ce gouvernement est dirigé par la nouvelle présidente socialiste, María Chivite. Il est constitué et soutenu par une coalition minoritaire entre le Parti socialiste ouvrier espagnol (PSOE), l'alliance Geroa Bai (GBai) et Podemos. Ensemble, ils disposent de 22 députés sur 50, soit 44 % des sièges du Parlement.
Il est formé à la suite des élections autonomiques du 26 mai 2019.
Il succède donc au gouvernement présidé par la nationaliste de gauche Uxue Barkos et constitué par une coalition entre Geroa Bai, Euskal Herria Bildu (Bildu) et Izquierda-Ezkerra (I-E).

### Formation
Lors du scrutin, la coalition de droite Navarra Suma (NA+) arrive en tête, avec une majorité relative. Elle devance le Parti socialiste, tandis que l'alliance au pouvoir perd sa majorité en raison du fort recul de Podemos, qui la soutenait de l'extérieur.
Le 5 juillet, le Parti socialiste, Geroa Bai, Podemos et Izquierda-Ezkerra concluent une entente sur un programme commun de gouvernement, laissant la composition précise de l'exécutif à une seconde phase de négociations qui doit commencer après les fêtes de San Fermín. Le pacte sur la formation du gouvernement est scellé le 26 juillet, prévoyant huit conseillers pour le PSOE, quatre pour GBai, un pour Podemos, et le soutien sans participation d'I-E.
Le président du Parlement, Unai Hualde, annonce le 30 juillet qu'il propose la candidature de María Chivite à la présidence de la communauté autonome et qu'il convoque le débat d'investiture pour les 1er et 2 août suivants. Le lendemain, Bildu indique que lors d'un référendum interne, 75 % des militants ayant pris part au vote se sont prononcés en faveur de l'abstention de leur groupe parlementaire, ce qui garantit l'investiture de María Chivite au second tour.
Lors du premier vote d'investiture, elle échoue à obtenir la confiance du Parlement, recueillant 23 voix favorables et 27 voix défavorables : elle bénéficie du soutien du PSOE, de GBai, de Podemos et d'I-E, et du rejet de NA+ et de Bildu. Elle y parvient le lendemain, avec 23 voix pour, 22 contre et 5 abstentions, le groupe de Bildu ayant réparti ses voix entre l'opposition et l'abstention. Elle prête serment devant le Parlement le 6 août, lors d'une cérémonie à laquelle assistent notamment les ministres José Luis Ábalos et Luis Planas et le lehendakari, Iñigo Urkullu. Les 13 conseillers, dont deux vice-présidents, sont assermentés et entrent en fonction le lendemain.

### Évolution
Le conseiller au Développement économique, Manuel Ayerdi, annonce le 29 janvier 2021 qu'il a remis — conformément à la loi sur le gouvernement — sa démission à María Chivite, en raison de sa mise en examen par le Tribunal suprême dans une affaire de subventions publiques datant de la législature précédente. Proposé par Geroa Bai pour le remplacer, le directeur général de l'Action extérieure, Mikel Irujo, prête serment et lui succède le 4 février.
Le 28 avril 2023, la conseillère à l'Économie et aux Finances, Elma Saiz, démissionne afin de se concentrer sur sa campagne des élections municipales du 28 mai pour la mairie de Pampelune. María Chivite confie l'intérim du département de l'Économie et des Finances à Juan Cruz Cigudosa, conseiller à l'Enseignement supérieur.

### Succession
Aux élections autonomiques du 28 mai 2023, le Parti socialiste arrive de nouveau en tête et se trouve en mesure de rééditer sa coalition avec Geroa Bai et Contigo Navarra, qui réunit Podemos et I-E.
Après plusieurs désaccords et ruptures, les trois forces politiques s'entendent le 8 août pour renouveler leur entente. Deux jours plus tard, les militants de Bildu approuvent que leur groupe parlementaire s'abstienne lors du vote d'investiture, ce qui garantit l'élection de María Chivite. Après avoir échoué lors du premier vote, le 14 août, avec 21 voix pour, 20 voix contre et 9 abstentions, elle parvient le lendemain à remporter l'investiture du Parlement avec le même résultat, la majorité simple étant suffisante.

## Composition
| Fonction | Titulaire | Titulaire                                                                   | Parti   |
| --- | --------- | --------------------------------------------------------------------------- | ------- |
| Présidente |           | María Victoria Chivite Navascués                                            | PSOE    |
| Premier vice-président Conseiller à la Présidence, à l'Égalité, à la Fonction publique et à l'Intérieur             |           | Javier Remírez Apesteguía (jusqu'au 16/08/2023)                             | PSOE    |
| Second vice-président Conseiller à l'Aménagement du territoire, au Logement, au Paysage et aux Projets stratégiques |           | José María Ayerdi Fernández de Barrena                                      | GBai    |
| Conseiller à la Cohésion territoriale                                                                               |           | Bernardo Ciriza Pérez                                                       | PSOE    |
| Conseillère à l'Économie et aux Finances                                                                            |           | Elma Saiz Delgado (jusqu'au 28/04/2023) Juan Cruz Cigudosa García (intérim) | PSOE    |
| Conseiller au Développement économique et entrepreneurial                                                           |           | Manuel Ayerdi Olaizola (jusqu'au 04/02/2021) Mikel Irujo Amezaga            | GBai    |
| Conseiller aux Politiques migratoires et à la Justice                                                               |           | Eduardo Santos Itoiz                                                        | Podemos |
| Conseiller à l'Éducation                                                                                            |           | Carlos Gimeno Gurpegui                                                      | PSOE    |
| Conseillère aux Droits sociaux                                                                                      |           | María Carmen Maeztu Villafranca                                             | PSOE    |
| Conseillère à la Santé                                                                                              |           | María Santos Induráin Orduna                                                | PSOE    |
| Conseillère aux Relations citoyennes                                                                                |           | Ana Ollo Hualde                                                             | GBai    |
| Conseiller à l'Enseignement supérieur, à la Recherche et à la Transition numérique                                  |           | Juan Cruz Cigudosa García                                                   | PSOE    |
| Conseillère au Développement rural et à l'Environnement                                                             |           | Itziar Gómez López                                                          | GBai    |
| Conseillère à la Culture et aux Sports                                                                              |           | Rebeca Esnaola Bermejo                                                      | PSOE    |